# 2025년 과테말라 지진
2025년 과테말라 지진은 2025년 7월 8일, 과테말라에서 발생한 여러 차례의 지진이다. 이 중 가장 큰 지진은 규모 Mw5.7로 산비센테파카야에서 3 km 떨어진 곳, 수도인 과테말라시티에서 20 km 떨어진 곳에서 발생했다. 이 지진으로 최소 10명이 사망하고 300명이 부상을 입었으며, 과테말라의 6개 주 전역에서 건물에 심각한 피해가 발생했다.

## 지질 구조

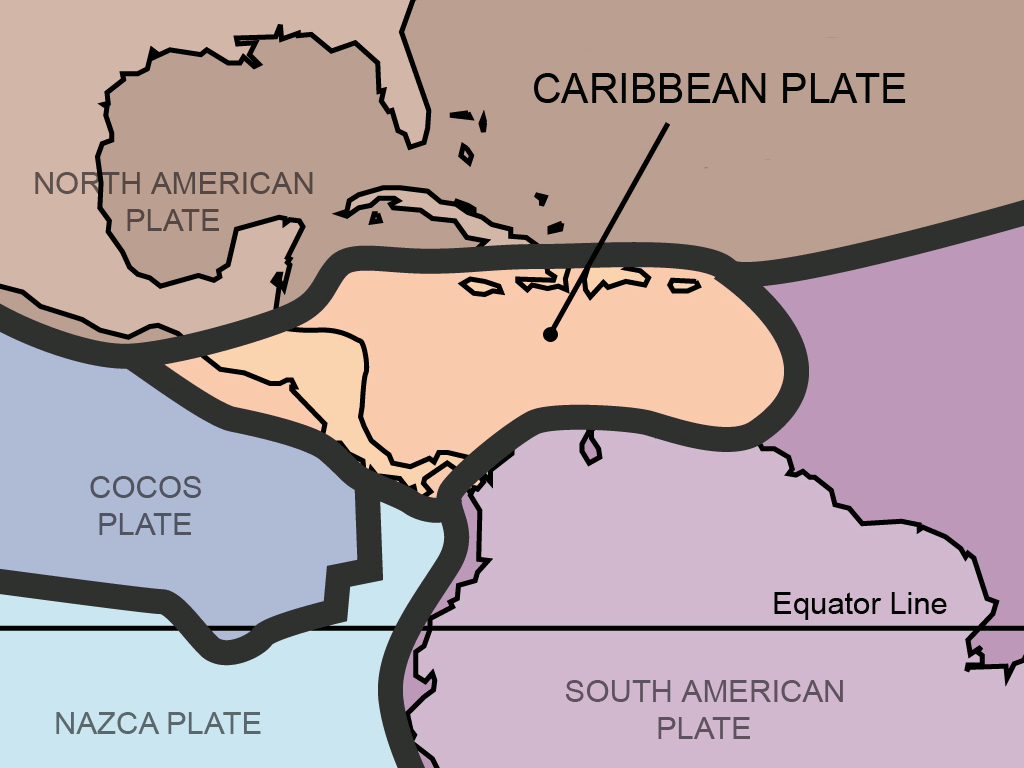
카리브해의 다양한 단층을 그린 지도

과테말라 해안은 코코스판이 북아메리카판 또는 카리브판 아래로 섭입하는 수렴 경계 위에 위치하며, 이는 중앙아메리카 해구의 섭입선을 따라 이루어진다. 이 판 경계와 관련된 지진으로는 2012년 판 경계에서 파열된 Mw7.4 규모의 2012년 과테말라 지진과 2014년 섭입하는 코코스판 내의 단층 작용으로 발생한 Mw6.9 규모의 2014년 멕시코-과테말라 지진이 있다. 과테말라 북부 지역에는 북아메리카판과 카리브판 사이의 변환 단층 경계에서 좌수향 주향이동 운동을 수용하는 모타과 단층과 치쇼이-폴로치크 단층이 있다. 모타과 단층은 과테말라 북부에서 많은 파괴적인 지진의 원인이 되었으며, 특히 1976년에는 규모 M7.5의 지진이 발생했다.

## 지진

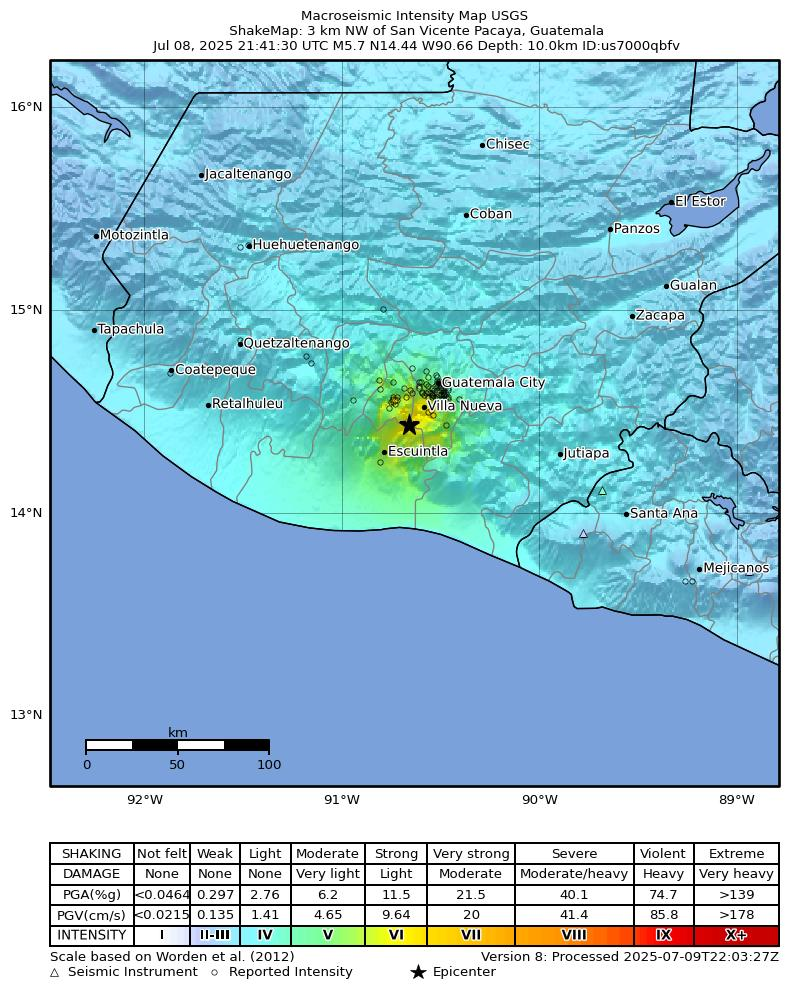
USGS 흔들림 지도

이번 지진 시퀀스의 본진은 모멘트 규모 Mw5.7로 측정되었으며, 진앙은 에스쿠인틀라주 산비센테파카야에서 3 km 떨어진 곳이다. 이 지진은 표면 아래 10.0 km 깊이에서 발생했으며, 최대 수정 메르칼리 진도 계급은 산타마리아데헤수스, 산비센테파카야, 팔린, 에스쿠인틀라, 안티과, 페타파, 아마티틀란, 시우다드비에하에서 VI, 과테말라시티와 치말테낭고에서 V, 케트살테낭고에서 IV, 엘살바도르의 산타아나와 산타테클라에서 III이었다. 지진은 약 30분 전에 Mw 4.8 규모의 전진이 일어났고 37회 이상의 여진이 뒤따랐으며, 이 중 13분 후에 발생한 여진도 Mb4.8로 측정되었다. 7월 13일 기준 지진 발생 이후 총 886건의 지진이 기록되었으며, 이 중 34건이 느껴졌다.

## 피해와 사상자

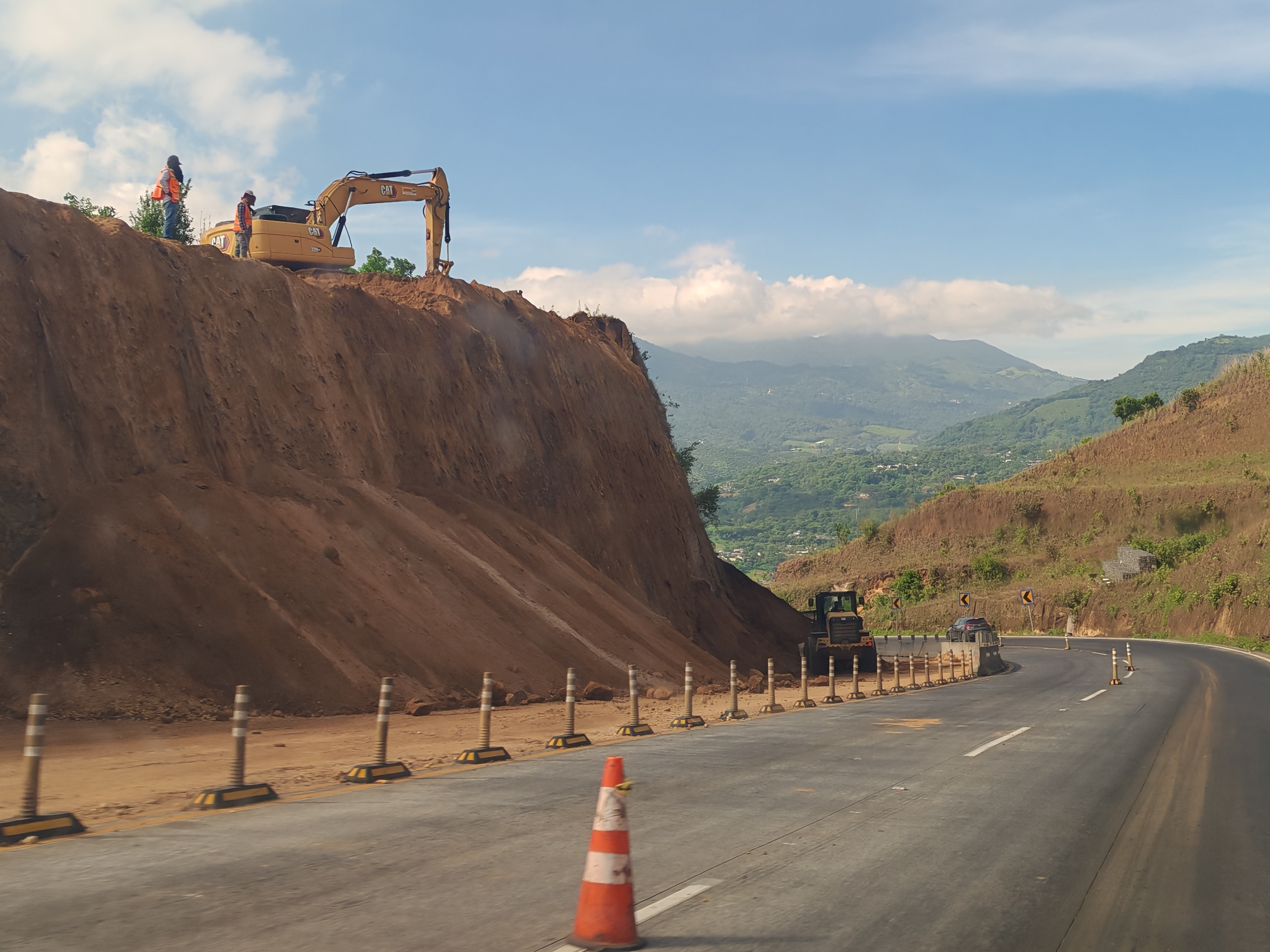
비야 누에바에서 지진으로 인한 대규모 산사태.

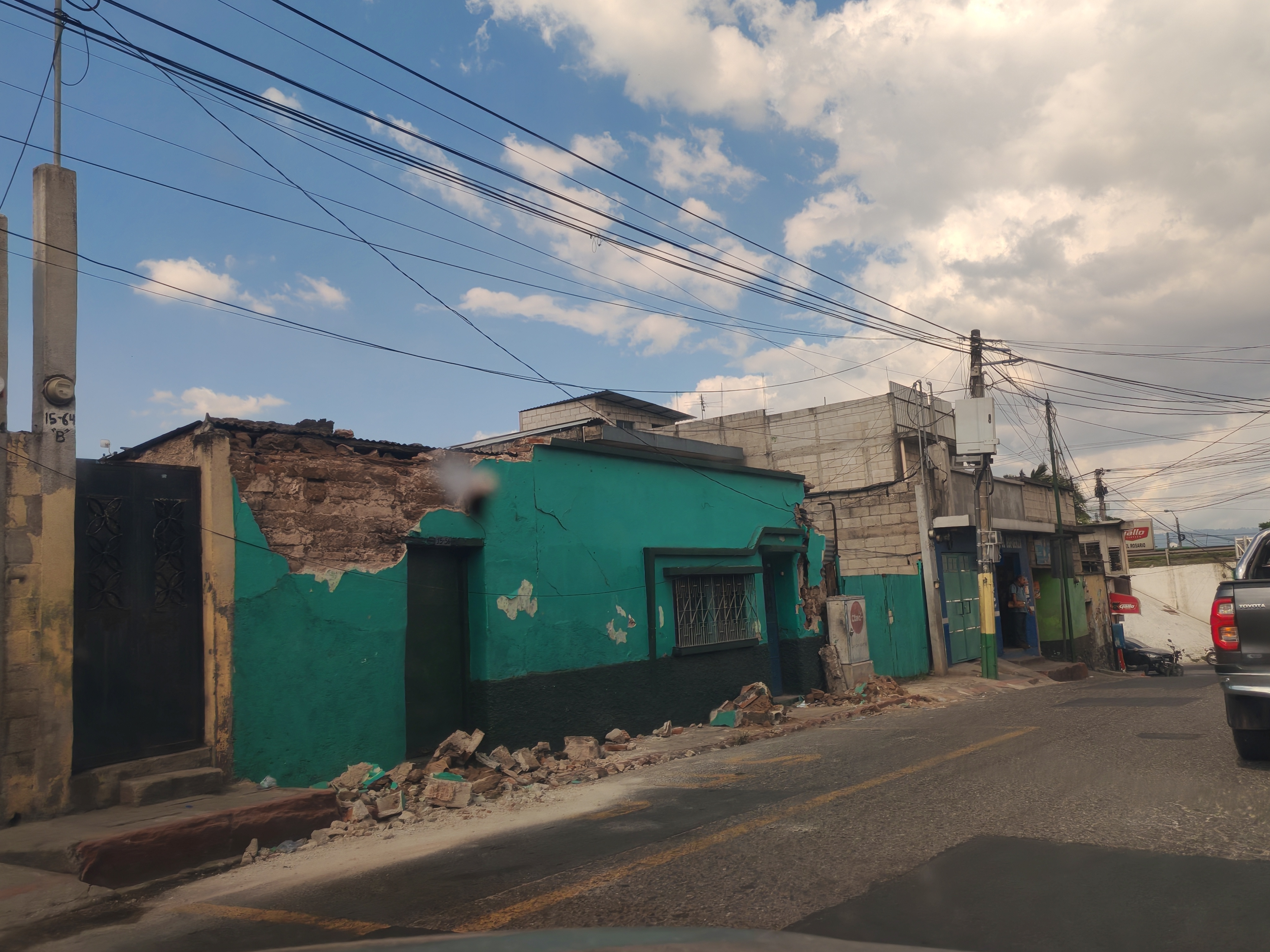
지진으로 인한 아마티틀란의 주택 피해.

적어도 10명이 주 세 곳에서 사망했다. 사카테페케스에서 7명, 에스쿠인틀라에서 2명, 과테말라에서 1명이 사망했다. 300명 이상이 부상당했다. 사카테페케스주의 산타마리아데헤수스에서 6명이 사망했다. 마을 주택의 약 50%가 손상되거나 파괴된 것으로 추정되며, 마을 시장은 피해 건물 대부분이 오래된 어도비 건물이었다고 말했다. 팔린에서 산사태로 픽업트럭이 덮쳐 마을로 향하던 아버지와 아들도 사망했다. 산타마리아데헤수스에서는 오토바이를 타던 중 산사태에 매몰된 한 남성이 구조되었고, 비야누에바에서는 한 여성이 개와 함께 또 다른 산사태에 매몰되어 사망했다. 안티과과테말라 근처 산타이네스에서는 한 사람이 자택에서 심장마비로 사망했다.
613채 이상의 주택이 피해를 입었으며, 그 중 201채는 심하게 파손되었고 25채는 붕괴 위험에 처해 있었다. 또한 9개의 보건소, 13개의 공공 건물, 46개의 학교, 31개의 도로, 고속도로 및 다리 하나가 피해를 입었다. 최소 1,953명이 피해를 입었으며, 그 중 323명은 집을 잃었다. 아마티틀란과 안티과과테말라에서는 여러 주택이 손상되거나 파괴되었고, 산타마리아데헤수스의 교회는 심각한 피해를 입었다. 산타마리아데헤수스는 RD-SAC-01 고속도로의 산사태로 고립되었다. 정전 및 단수 사태도 발생했다. 팔린에서는 300채 이상의 주택, 구 시청 건물, 교회가 피해를 입었고 산사태가 발생했다. 산 비센테 파카야에서는 300채 이상의 주택이 피해를 입었고 지자체로의 주요 접근 도로가 산사태로 막혔다. 수도인 과테말라시티에서는 주택 한 채가 붕괴되고 건물 한 채가 심하게 파손되었다. 키체주 조야바흐에서는 보건소가 피해를 입었다. 바하베라파스주 및 치말테낭고주에서도 일부 피해가 보고되었다. 진앙 근처 마을에서는 전력, 전화, 인터넷 서비스가 중단되었으며, 지진 발생 이틀 후 산타마리아데헤수스의 전기는 완전히 복구되었다. 아마티틀란 국립병원은 지진 피해로 인해 운영을 중단하고 환자들은 비야 누에바로 대피했다. 이후 단지 내 건물 하나는 철거가 권고되었다.

## 대응 및 여파
지진 발생 후, 국가재난감소조정실(CONRED)은 과테말라의 비상 단계 중 두 번째로 높은 황색경보를 발령했다. 과테말라 국제 도서전은 7월 9일 운영을 중단했다. 과테말라, 에스쿠인틀라, 사카테페케스주의 학교와 일부 사무실도 7월 9일 휴교 및 휴업했다. 베르나르도 아레발로 대통령도 산타마리아데헤수스를 방문하여 피해를 점검하고 피해 주민을 만났다. CONRED와 과테말라 육군은 마을로의 대체 접근 경로를 만들고 공중으로 물품을 전달했다.
7월 10일 밤, 산타마리아데헤수스에서는 지진으로 이재민이 발생한 지역을 노리는 절도범을 추적하던 주민들 사이에서 총격과 화재가 발생했다. 용의자 5명은 현지 주민들에게 붙잡혀 린치되었으며, 이 중 한 명은 불에 태워진 것으로 보고되었다.

## 같이 보기
- 2025년 지진
- 과테말라의 지진 목록